# Baraj gravitațional

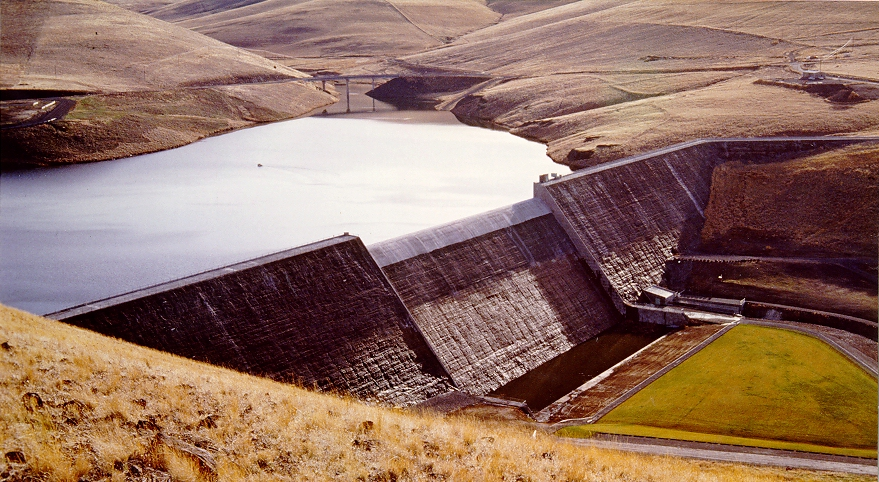
Willow Creek Dam în Oregon, un baraj gravitațional din beton compactat cu role

Un baraj gravitațional este un baraj construit din zidărie de beton sau piatră și proiectat pentru a reține apa folosind doar greutatea materialului și rezistența acestuia împotriva fundației pentru a se opune presiunii orizontale a apei care împinge împotriva acestuia. Barajele gravitaționale sunt proiectate astfel încât fiecare secțiune a barajului să fie stabilă și independentă de orice altă secțiune de baraj.

## Caracteristici
Barajele gravitaționale necesită, în general, fundații rigide de rocă de înaltă rezistență la condițiile de mediu, deși, în cazuri rare, au fost construite pe fundații de sol. Rezistența portantă a fundației limitează poziția admisibilă a forței rezultate, influențând stabilitatea generală. De asemenea, natura rigidă a structurii barajului gravitațional este neiertătoare pentru așezarea fundației diferențiale, ceea ce poate induce crăparea structurii barajului.
Barajele gravitaționale oferă unele avantaje față de barajele de terasament, principalul avantaj fiind că pot tolera fluxuri minore de supra-topping fără daune, deoarece betonul este rezistent la frecare. Debitele mari sunt încă o problemă, deoarece pot deteriora fundațiile dacă nu sunt luate în considerare în proiectare. Un dezavantaj al barajelor gravitaționale este că, datorită amprentei lor mari, sunt susceptibile la presiuni de ridicare care acționează ca o forță destabilizatoare. Presiunile de ridicare (flotabilitatea) pot fi reduse prin sistemele de drenaj interne și de fundație. În timpul construcției, betonul de priză produce o reacție exotermă. Această căldură extinde betonul de plastic și poate dura până la câteva decenii pentru a se răci. În timpul răcirii, betonul este rigid și susceptibil la crăpare. Este sarcina proiectantului să se asigure că acest lucru nu se întâmplă.

## Proiectare
Barajele gravitaționale sunt construite prin tăierea mai întâi a unei mari părți a terenului într-o secțiune a unui râu, permițând apei să umple spațiul și să fie stocată. Odată ce terenul a fost tăiat, solul trebuie testat pentru a se asigura că poate suporta greutatea barajului și a apei. Este important să vă asigurați că solul nu se va eroda în timp, ceea ce ar permite apei să taie în jurul sau sub baraj. Uneori solul este suficient pentru a atinge aceste obiective; cu toate acestea, alteori necesită condiționare prin adăugarea de roci de sprijin care vor spori greutatea barajului și a apei. Există trei teste diferite care pot fi efectuate pentru a determina rezistența de susținere a fundației: abordările Westergaard, Eulerian și Lagrangian. Odată ce fundația este potrivită pentru construcție, poate începe construcția barajului. De obicei, barajele gravitaționale sunt construite dintr-un material puternic, cum ar fi beton sau blocuri de piatră, și sunt construite într-o formă triunghiulară pentru a oferi cel mai mare sprijin.

## Clasificare
Cea mai comună clasificare a barajelor gravitaționale este după materialele care compun structura:
- Barajele de beton includ
  - Baraje din beton de masă, realizate din:

Beton convențional: Barajul Dworshak, Barajul Grand Coulee
Beton compactat cu role (CCR): Barajul Willow Creek (Oregon), Barajul Upper Stillwater
- - Zidărie: Barajul Pathfinder, Barajul Cheesman
  - baraje gravitaționale goale, realizate din beton armat: Barajul Braddock

Barajele compozite sunt o combinație de beton și Baraje de terasament. Materialele de construcție ale barajelor compozite sunt aceleași utilizate pentru barajele din beton și de terasament.
Barajele gravitaționale pot fi clasificate după plan (formă):
- Cele mai multe baraje gravitaționale sunt drepte (Grand Coulee Dam).
- Unele baraje de zidărie și gravitație din beton au axa barajului curbată (Barajul Shasta, Barajul Cheesman) pentru a adăuga stabilitate prin acțiunea arcului.[5]

Barajele gravitaționale pot fi clasificate în funcție de înălțimea lor structurală:
- Scăzut, până la 30 de metri.
- Mediu și mare, între 30 și 100 de metri.
- Mare, peste 100 de metri.

## Cutremure și ecosisteme
Barajele gravitaționale sunt construite pentru a rezista la unele dintre cele mai puternice cutremure. Chiar dacă fundația unui baraj gravitațional este construită pentru a susține greutatea barajului și toată apa, este destul de flexibilă prin faptul că absoarbe o cantitate mare de energie și o trimite în scoarța pământului. Trebuie să poată absorbi energia de la un cutremur pentru că, dacă barajul s-ar rupe, ar trimite o cantitate mare de apă în aval și ar distruge totul în calea sa. Cutremurele sunt cel mai mare pericol pentru barajele gravitaționale și de aceea, în fiecare an și după fiecare cutremur major, acestea trebuie testate pentru fisuri, durabilitate și rezistență. Deși se preconizează că barajele gravitaționale vor dura oriunde între 50 și 150 de ani, acestea trebuie întreținute și înlocuite în mod regulat.
O altă problemă cu barajele gravitaționale implică ecosistemele. Deoarece debitul și cantitatea de apă se schimbă atunci când se construiește un baraj, în general are un impact asupra zonei barajului și cu totul altul după aceea. Dacă apa care curge în mod normal două săptămâni din an într-o zonă curge acum în mod constant, o nouă viață va începe să trăiască și să crească acolo. În mod similar, dacă ce s-a tăiați apa undeva care avea debit de apă pe tot parcursul anului, lucrurile vor începe să moară. Mulți ecologiști au probleme cu barajele din cauza efectelor lor asupra mediului.